# Czesław Piaskowski
Czesław Piaskowski-Piasecki (ur. 13 maja 1903 w Warszawie, zm. 11 marca 1994) – polski scenograf, dekorator i aktor.

## Życiorys
Występował w wielu filmach w rolach epizodycznych. Absolwent ASP w Krakowie. W czasie wojny więzień obozów koncentracyjnych. Według Grzegorza Królikiewicza był autorem noweli filmowej, która nie doczekała się ekranizacji. Wiadomo, że w latach 1945-1952 zatrudniony był w łódzkiej Wytwórni Filmów Fabularnych na etacie asystenta architekta. Ojciec Alicji Sokołowskiej. Pochowany na cmentarzu Bródnowskim w Warszawie (kwatera 45A-3-8).

## Filmografia

### Filmy

#### Scenograf
- 1934: Przeor Kordecki – obrońca Częstochowy
- 1937: Weseli biedacy (film w języku jidysz)
- 1946: Dwie godziny
- 1946: W chłopskie ręce
- 1946: Zakazane piosenki
- 1947: Ostatni etap
- 1949: Dom na pustkowiu
- 1949: Za wami pójdą inni
- 1950: Dwie brygady
- 1950: Pierwszy start
- 1951: Młodość Chopina
- 1965: Faraon

#### Aktor
- 1946: Dwie godziny – żołnierz
- 1946: Zakazane piosenki – śpiewak
- 1949: Za wami pójdą inni
- 1950: Dwie brygady
- 1950: Warszawska premiera
- 1956: Cień – pijak
- 1956: Wraki – Adam
- 1957: Ewa chce spać – kominiarz
- 1957: Prawdziwy koniec wielkiej wojny – gestapowiec
- 1958: Miasteczko – właściciel strzelnicy
- 1958: Orzeł – Serafin
- 1958: Wolne miasto – listonosz
- 1959: Kamienne niebo
- 1959: Lotna – chłop
- 1959: Miejsce na ziemi – właściciel mieszkania Andrzeja
- 1959: Pociąg – pasażer
- 1959: Tysiąc talarów – bandyta
- 1960:  Szklana góra – Czesiek
- 1960: Zezowate szczęście – policjant
- 1961: Bitwa o kozi dwór – sprzedawca
- 1961: Ludzie z pociągu – mężczyzna z futerałem basetli
- 1961: Milczące ślady – kelner
- 1961: Ogniomistrz Kaleń – członek oddziału „Bira”
- 1961: Zaduszki – partyzant AK
- 1961: Złoto
- 1962: Dom bez okien – widz w cyrku
- 1963: Milczenie – pacjent
- 1964: Obok prawdy – pracownik kopalni
- 1964: Rachunek sumienia – członek oddziału
- 1965: Lekarstwo na miłość – malarz
- 1965: Niedziela sprawiedliwości – konduktor
- 1965: Powrót doktora von Kniprode (cz. 1) – więzień
- 1966: Bokser – strażnik
- 1966: Cierpkie głogi – mężczyzna
- 1966: Don Gabriel – dozorca
- 1966: Pieczone gołąbki – inżynier
- 1967: Cyrograf dojrzałości – żebrak udający niewidomego
- 1967: Katarynka – garnkarz-druciarz
- 1967: Komedie pomyłek (Człowiek, który zdemoralizował Hadleyburg) – mieszkaniec Hadleyburga
- 1967: Marsjanie – oficer
- 1967: Stajnia na Salvatorze – rzeźnik
- 1968: Kierunek Berlin – Franek
- 1968: Samotność we dwoje – mężczyzna na stypie
- 1969: Jarzębina czerwona – żołnierz
- 1969: Ostatnie dni – Franek
- 1969: Podróżni jak inni – bileter
- 1969: Sól ziemi czarnej – stary Howana
- 1969: W każdą pogodę – szyper
- 1970: Akcja Brutus – Frączak
- 1970: Pierścień księżnej Anny
- 1970: Prom – mężczyzna
- 1970: Przystań – członek spółdzielni
- 1971: Jeszcze słychać śpiew. I rżenie koni... – były kawalerzysta
- 1972: Kopernik
- 1972: Skorpion, Panna i Łucznik – mężczyzna
- 1973: Profesor na drodze – woźny
- 1973: Sanatorium pod Klepsydrą – Bismarck
- 1974: Gniazdo
- 1975: Dzieje grzechu
- 1975: Egzekucja w ZOO – Grodetz
- 1975: Kazimierz Wielki
- 1975: Ziemia obiecana (cz. 3) – robotnik

### Seriale

#### Aktor
- 1967, 1968: Stawka większa niż życie – grajek (odc.8); żandarm (odc.11)
- 1968: Czterej pancerni i pies – żołnierz (odc.9)
- 1969: Przygody pana Michała – (odc.10)
- 1969: Szkice warszawskie – żołnierz (odc.1)
- 1970: Wakacje z duchami – robotnik (odc.1)
- 1971: Podróż za jeden uśmiech – Fukała (odc.3)
- 1973: Czarne chmury – mieszkaniec Lecka (odc.1)
- 1974: Ile jest życia (odc.9)
- 1975: Dyrektorzy – Kozdra (odc.1)